# Der Prinz & ich

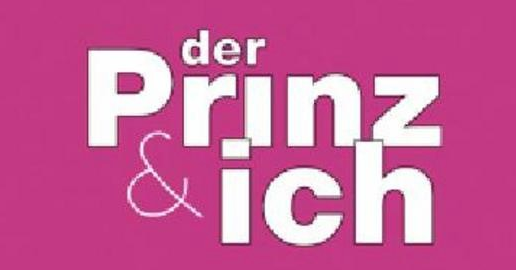
Deutscher DVD-Titel (Ausschnitt)

Der Prinz & ich (Originaltitel: The Prince & Me) ist eine romantische Komödie von Regisseurin Martha Coolidge aus dem Jahr 2004. Die Hauptrollen spielten Julia Stiles und Luke Mably. Der Film wurde von Paramount Pictures produziert.

## Handlung
Der dänische Prinz Edward sorgt häufig für Schlagzeilen in Skandalblättern. Nachdem er im Fernsehen barbusige Studentinnen einer US-amerikanischen Universität in Wisconsin sieht, schreibt er sich dort ein. Prinz Edward studiert inkognito, lediglich von seinem Diener Søren begleitet.
Prinz Edward lernt die amerikanische Farmerstochter Paige Morgan kennen, die Ärztin werden will, an derselben Universität studiert und in einer Bar jobbt. Dem Prinzen – der seinen Eltern sagte, er würde auf eigene Kosten studieren – geht das Geld aus, woraufhin er einen Job in derselben Bar wie Paige annimmt. Er hilft ihr im Fach der Literaturwissenschaft, während sie ihm alltägliche Fertigkeiten wie das Waschen beibringt. Langsam verlieben sie sich ineinander.
Paige lädt Prinz Edward zu ihrer Familie zum Thanksgiving ein. Nachdem dänische Paparazzi das Paar fotografieren, wird die Beziehung öffentlich bekannt – wie auch die wahre Identität des Prinzen. Paige verübelt ihm, dass er ihr seine wahre Identität verschwiegen hat. Prinz Edward muss wegen einer Erkrankung seines Vaters plötzlich in die Heimat zurückkehren.
Als Paige merkt, dass sie ohne Edward nicht leben kann, reist sie nach Dänemark, wo der gereifte Prinz ihr einen Heiratsantrag macht. Sie willigt zuerst ein, dann empfindet sie das höfische Leben als zu einschränkend und kehrt in die USA zurück, wo sie ihr Studium beendet. Edward wird zum König des Landes. Er reist am Tag von Paiges Abschlussfeier in die USA und erklärt Paige, dass er nicht ohne sie leben könne und er würde warten, bis sie eine Ärztin sei.

## Hintergrund
Der Film wurde in Toronto, Uxbridge in Kanada, in der tschechischen Hauptstadt Prag sowie in Kopenhagen und Hillerød in Dänemark gedreht. Die Dreharbeiten begannen am 16. Juni 2003 und endeten im August desselben Jahres. Die Premiere erfolgte am 28. März 2004 in Los Angeles. In Dänemark war der Film ab dem 30. April 2004 zu sehen. In den deutschen und Schweizer Kinos lief der Film am 20. Mai 2004 an, in Österreich einen Tag später. Der Film spielte in den Kinos der USA rund 28,2 Millionen US-Dollar ein, davon über 9,4 Millionen US-Dollar am Eröffnungswochenende. An den deutschen Kinokassen wurden an den ersten drei Tagen über 36.100 Besucher gezählt, in der Schweiz waren es über 14.600.
Im Jahr 2006 folgte die direkt für den DVD-Markt bestimmte Fortsetzung Der Prinz & ich: Die königliche Hochzeit (The Prince and Me 2: The Royal Wedding), 2008 Der Prinz & ich - Königliche Flitterwochen (The Prince & Me 3: A Royal Honeymoon) und 2009 The Prince & Me: The Elephant Adventure.
Der ehemalige Formel-1-Rennfahrer Eddie Irvine ist in einem Cameo-Auftritt zu sehen, in dem er gegen den Hauptdarsteller Luke Mably ein Autorennen fährt.

## Kritik
Das Lexikon des internationalen Films schrieb, der Film sei eine „schlicht entwickelte und uncharmant erzählte Komödie“. Er unterlaufe „alle Qualitätskriterien“ und ärgere „durch die Arroganz, mit der ein amerikanischer Lebensstil propagiert wird“.
Die Zeitschrift Cinema schrieb, der „glanzlosen, biederen Komödie“ würden „Pfiff und Charme“ fehlen. Sie weise ein „altbackenes 08/15-Drehbuch“ auf.

## Auszeichnungen
Julia Stiles war im Jahr 2004 für diesen Film und für Mona Lisas Lächeln für den Teen Choice Award nominiert.